# Apatema sutteri
Apatema sutteri is een vlinder uit de familie dominomotten (Autostichidae). De wetenschappelijke naam is voor het eerst geldig gepubliceerd in 1997 door Gozmany.
Deze vlinder komt voor in Europa.